# International Istanbul Film Festival

Logo des Festivals

Das International Istanbul Film Festival gilt als das älteste und bedeutendste internationale Filmfestival der Türkei.
Das Festival wird alljährlich in mehreren Kinos in Istanbul veranstaltet. Austragungszeitraum ist derzeit von Anfang bis Mitte April.  

## Geschichte
Das erste International Istanbul Film Festival fand 1982 als „Filmwoche“ im Rahmen des International Istanbul Festivals statt. Gezeigt wurden nur sechs Filme zum Thema „die Künste und der Film“. 1983 dauerte das Festival (unter der Bezeichnung „Istanbul Filmtage“) bereits einen ganzen Monat, war aber immer noch Teil des International Istanbul Festivals. 
Seit 1984 ist das Filmfestival eine eigenständige Veranstaltung und wurde in den April verlegt. Einen internationalen und einen nationalen Wettbewerb gibt es seit 1985. Seit 1989 ist Istanbul als internationales Filmfestival mit spezialisiertem Wettbewerb beim Filmproduzentenverband FIAPF akkreditiert. Die Spezialisierung bezieht sich auf Filme über Literatur, Theater, Musik, Tanz, Kino und bildende Künste. Parallel zu dieser Entwicklung erhielten die Istanbul Filmtage ihren heutigen Namen: International Istanbul Film Festival. 
1996 wurden erstmals Ehrenpreise und Preise für das Lebenswerk von internationalen wie lokalen Filmschaffenden und Schauspielern vergeben.

## Strukturen und Wettbewerbe
Die Filmauswahl und die Programmierung erfolgen durch ein Auswahlkomitee und ein beratendes Gremium. Im internationalen Wettbewerb laufen ausschließlich Filme, die der Spezialisierungsvorgabe durch die FIAPF entsprechen. Weiters gibt es einen nationalen Wettbewerb, eine Panorama-Sektion und diverse Spezialprogramme.
Der Hauptpreis des Internationalen Wettbewerbs ist die Goldene Tulpe für den besten Film.

## Preisträger der Goldenen Tulpe
| Jahr | Film                                                       | Regie                             |
| ---- | ---------------------------------------------------------- | --------------------------------- |
| 1985 | 1984                                                       | Michael Radford                   |
| 1986 | Yesterday                                                  | Radosław Piwowarski               |
| 1987 | Guard Me, My Talisman (Khrani menya, moj talisman)         | Roman Balayan                     |
| 1988 | Schnittwunden (Travelling avant)                           | Jean-Charles Tacchella            |
| 1989 | A Film with No Name (Za Sada Bez Dobrog Naslova)           | Srdjan Karanovic                  |
| 1990 | Pomegranate and Cane (Nar O Nay)                           | Saeed Ebrahimifar                 |
| 1991 | Farendj                                                    | Sabine Prenczina                  |
| 1992 | Die Weissagung des Meisters (边走边唱; Bianzou bianchang)  | Chen Kaige                        |
| 1993 | Manila Paloma Blanca                                       | Daniele Segre                     |
| 1994 | Mavi Sürgün (The Blue Exile)                               | Erden Kıral                       |
| 1995 | Palast des Schweigens (صمت القصور, Samt el qusur)          | Moufida Tlatli                    |
| 1996 | Little sister (Zusje)                                      | Robert Jan Westdijk               |
| 1997 | Der König der Masken (变脸, Bian Lian)                     | Wu Tianming                       |
| 1998 | Ayneh (Der Spiegel)                                        | Jafar Panahi                      |
| 1999 | Das letzte Kino der Welt (El Viento se llevó lo qué)       | Alejandro Agresti                 |
| 2000 | Bedrängnis im Mai (Mayıs Sıkıntısı)                        | Nuri Bilge Ceylan                 |
| 2001 | Die Unberührbare                                           | Oskar Roehler                     |
| 2002 | Magonia                                                    | Ineke Smits                       |
| 2003 | Aus heiterem Himmel (Tan de repente)                       | Diego Lerman                      |
| 2004 | Goodbye, Dragon Inn (不散, Bu San)                         | Tsai Ming-liang                   |
| 2005 | Gilles’ Frau (La femme de Gilles) Café Lumière (Kōhi Jikō) | Frédéric Fonteyne Hou Hsiao-Hsien |
| 2006 | A Cock and Bull Story                                      | Michael Winterbottom              |
| 2007 | Auf Anfang (Reprise)                                       | Joachim Trier                     |
| 2008 | Yumurta – Ei                                               | Semih Kaplanoğlu                  |
| 2009 | Tony Manero                                                | Pablo Larraín                     |
| 2010 | Die Beschissenheit der Dinge                               | Felix Van Groeningen              |
| 2011 | Microphone                                                 | Ahmad Abdalla                     |
| 2012 | The Loneliest Planet                                       | Julia Loktev                      |
| 2013 | What Richard Did                                           | Lenny Abrahamson                  |
| 2014 | Blind                                                      | Eskil Vogt                        |
| 2015 | keine Verleihung                                           |                                   |
| 2016 | Un monstruo de mil cabezas                                 | Rodrigo Plá                       |
| 2017 | Der Ornithologe                                            | João Pedro Rodrigues              |
| 2018 | Western                                                    | Valeska Grisebach                 |
| 2019 | House of Hummingbird (Beolsae)                             | Bora Kim                          |
| 2023 | A Great Journey                                            | Giuseppe Morabito                 |

Weitere Preise des Istanbul International Film Festivals:
- Filmpreis des Europarates (FACE Award) – seit 2007
- Bester türkischer Film des Jahres
- Bester türkischer Regisseur des Jahres
- Spezialpreis der Jury
- Besondere Erwähnung
- Beste Schauspielerin und bester Schauspieler (im nationalen Wettbewerb)
- Ehrenpreis
- Preis für das Lebenswerk
- FIPRESCI-Preis
- Publikumspreis